# 红柱石
红柱石(andalusite，源自矿物的首次发现地——西班牙的安达卢西亚)，也称“安达露西亚石”，是一种岛状铝硅酸盐矿物，属于红柱石族，其化学成分为Al2SiO5。其中含Al2O3为63.1%，含SiO2为36.9%，有时也含有锰、铁等杂质。
红柱石与蓝晶石、矽线石为同质多象变体，其硬度为7~7.5，比重随成分不同有所变化，一般为3.13~3.60，宝石级红柱石常见的密度实测值为3.17(±0.04)g/cm3。
红柱石在1380℃时会分解为富铝红柱石，是一种高级的耐火材料，色泽透明艳丽的红柱石可作为饰品，是一种常见宝石。

## 形态

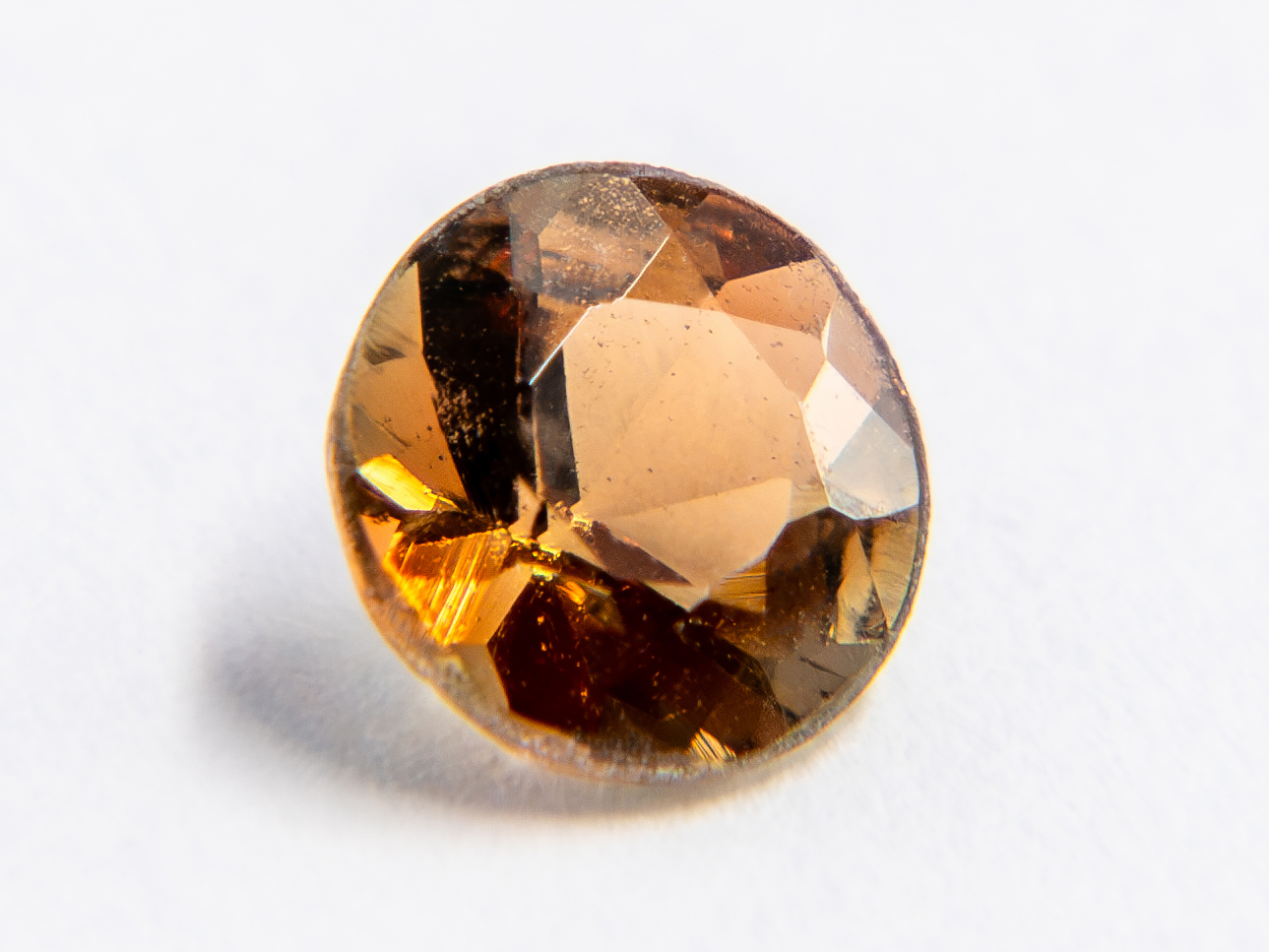
圓形琢面的红柱石

红柱石常见颜色有褐绿色、黄褐色，也可见绿色、褐色、粉色、紫色等。具有玻璃光泽，肉眼可见的强多色性：褐黄绿、褐橙和褐红色。
红柱石是斜方晶系，通常其晶体呈柱状，横断面近似正方形。红柱石的柱状集合体可见粒状、放射状的形态，看上去像是菊花，因此又称为菊花石。

## 分类
宝石级红柱石可根据物质组、结构特征、工艺美术等方面的差异，大致分为两个品种：普通红柱石及空晶石。

## 产状&产地
红柱石为富铝的岩石在低温高压作用下的变质岩产物，多产出于片岩、板岩、片麻岩中。常与矽线石、堇青石、石榴石等矿物共生。红柱石也可在河床及山坡下的砂矿中发现，这些红柱石主要是由其变质岩经历了风化搬运作用后富集而成。
红柱石的主要产地有巴西、美国的加利福尼亚州、新墨西哥州、宾夕法尼亚州、缅因州、东非、西班牙、比利时、斯里兰卡等。